# Robynsiophyton vanderystii
Genre
Espèce
Robynsiophyton vanderystii est une espèce de plantes à fleurs dicotylédones de la famille des Fabaceae, sous-famille des Faboideae, originaire d'Afrique.
C'est l'unique espèce acceptée du genre Robinsiophyton (genre monotypique).

## Étymologie
Le nom générique, « Robynsiophyton », est un hommage à Walter Robyns (1901-1986), botaniste belge, avec le suffixe « phyton », terme de grec ancien signifiant « plante ».
L'épithète spécifique, « vanderystii », rend hommage à Hyacinthe Vanderyst (1860-1934), prêtre, agronome et botaniste belge, qui fut  missionnaire et explorateur et collecta cette plante au Congo.